# Giacinta (miniserie televisiva)
Giacinta è uno sceneggiato televisivo in tre puntate prodotto e trasmesso dalla Rai nel 1980, liberamente tratto dall'omonimo romanzo di Luigi Capuana del 1879.

## Produzione
- Le musiche sono di Carlo Savina, la fotografia di Loris Amadori, scene e costumi di Dario Cecchi e Mario Carlini.

## Trama
Fine Ottocento. Giacinta, nata in una famiglia molto benestante, non ha avuto una infanzia felice: il padre definibile inetto, la madre avida di denaro, intrigante e lussuriosa, se non bastasse, raggiunta l'età di pensare all'amore, viene a conoscenza di qualcosa di molto grave e che non ricordava nemmeno: ancora bambina aveva subito violenza da parte di un servo. Ama il giovane e bello Andrea, ma, non ritenendosi degna di lui, decide che non potrà mai essere sua moglie, ma sarà per sempre la sua amante. Sposa invece il vecchio conte Giulio, che non si accorge nemmeno della continua presenza in casa di Andrea. Nasce una bambina, tutto continua a scorrere ugualmente, anzi, secondo Giacinta, è come se i suoi rapporti amorosi fossero consacrati, ma la madre vuole salvare le apparenze e riesce ad allontanare il giovane, lo licenzia dalla Banca di famiglia dove era impiegato. Giacinta lo riaccoglie nella sua villa e lo sostiene lei con il suo denaro. Andrea non è più molto felice e comincia a stancarsi di Giacinta, ma non riesce a sciogliere il legame che li tiene uniti. La bambina si ammala e muore, la mamma è affranta, ma capace di notare la fredda indifferenza del padre. Questo è per lei il segno della fine di tutto : si troverà sola ad apparecchiare la tavola per qualcuno che non arriverà.